# GP Manavgat
El GP Manavgat es una carrera ciclista turca que se celebra en el mes de febrero alrededor de Manavgat en la provincia de Antalya. La carrera se organizó por primera vez en el año 2020 y forma parte del UCI Europe Tour bajo la categoría 1.2.

## Palmarés
| Año  | Ganador            | Segundo         | Tercero     |
| ---- | ------------------ | --------------- | ----------- |
| 2020 | Branislau Samoilau | Anatoliy Budyak | Onur Balkan |

## Palmarés por países
| País        | Victorias |
| ----------- | --------- |
| Bielorrusia | 1         |